# NGC 3287
NGC 3287 ist eine Balken-Spiralgalaxie mit ausgedehnten Sternentstehungsgebieten vom Hubble-Typ SBcd im Sternbild Löwe nördlich der Ekliptik. Sie ist schätzungsweise 55 Millionen Lichtjahre von der Milchstraße entfernt und hat einen Durchmesser von etwa 30.000 Lj.
Im selben Himmelsareal befindet sich u. a. die Galaxie NGC 3301.
Das Objekt wurde am 1. Januar 1862 vom deutsch-dänischen Astronomen Heinrich Louis d’Arrest entdeckt.